# Comunardo Niccolai
Comunardo Niccolai (Uzzano, 15 dicembre 1946 – Pistoia, 2 luglio 2024) è stato un calciatore e allenatore di calcio italiano, di ruolo difensore.

## Biografia
Il padre, Lorenzo Niccolai, ex portiere del Livorno, un convinto antifascista, chiamò il figlio "Comunardo" in onore della comune di Parigi.
Morì all'ospedale di Pistoia il 2 luglio 2024 all'età di 77 anni.

## Carriera

### Giocatore

#### Club

Niccolai al Perugia nella stagione 1976-1977

Nel corso della sua carriera giocò come stopper. Iniziò a tirare i primi calci in Toscana, nelle giovanili del Montecatini, dove nel 1962 conquistò il titolo giovanile regionale denominato Coppa Menti, guidato in panchina da uno degli allenatori più famosi della provincia di Pistoia del dopoguerra, Silvano Innocenti detto "Pozzo". Proprio insieme a quest'ultimo, Niccolai si trasferì in Sardegna grazie a un accordo tra alcune società isolane (Sorso e Torres) e il Montecatini.
Dopo aver debuttato tra i professionisti nel 1963 in Serie C, militando per una stagione nella Torres, l'anno dopo Niccolai passò al Cagliari neopromosso in Serie A, con cui fu campione d'Italia nella stagione 1969-1970 e nel quale giocò per dodici stagioni fino al 1976. Nell'immaginario collettivo il suo nome si legò alle autoreti che collezionò con i rossoblù sardi, venendo tuttora ricordato come il più grande autogoleador italiano (benché Riccardo Ferri dell'Inter e Franco Baresi del Milan lo abbiano poi superato numericamente in questo insolito primato, arrivando entrambi a 8 autoreti nel campionato di serie A).
Una delle autoreti più celebri fu quella messa a segno il 15 marzo 1970 a Torino, durante un delicatissimo scontro al vertice tra la Juventus e gli isolani: sul punteggio ancora fermo sullo 0-0, in un campo reso problematico dalla pioggia, nel tentativo di respingere un cross di Giuseppe Furino Niccolai anticipò di testa il portiere Enrico Albertosi e spedì la palla nella propria porta; per sua fortuna però, Gigi Riva riuscì a pareggiare e quell'incontro si concluse sul 2-2.
L'episodio più celebre e singolare però non fu un'autorete, ma un tentativo di autogol, fallito ma sfociato in un rigore contro, avvenuto il 13 febbraio 1972 verso la fine della partita Catanzaro-Cagliari (18ª giornata del campionato di calcio 1971-1972). Al 90' con il Cagliari sul punto di vincere a Catanzaro per 2-1, la squadra locale tentò, in uno stadio divenuto ormai una bolgia, l'ultimo assalto per cercare il pareggio nell'area di rigore del Cagliari. Nell'azione il libero del Cagliari Giuseppe Tomasini riuscì a togliere il pallone all'ala destra del Catanzaro Alberto Spelta, che finì a terra in area di rigore, mentre il pallone arrivò a Niccolai in quel momento fuori area; l'arbitro Concetto Lo Bello non avendo ravvisato alcuna irregolarità non interruppe il gioco ma proprio in quel momento si udì un fischio dagli spalti.
Niccolai, nella confusione dello stadio, pensò che il fischio provenisse dall'arbitro e sanzionasse con il rigore l'azione appena avvenuta; quindi stizzito reagì indirizzando un forte tiro nello specchio della sua porta, tiro che sarebbe entrato in rete se il difensore del Cagliari Mario Brugnera, trovandosi sulla linea di porta, non lo avesse deviato con le mani in tuffo sulla sua sinistra. Il rigore, questa volta reale e inevitabile, tirato con successo dallo stesso Spelta permise al Catanzaro di pareggiare 2-2 al 90' la partita.
Con i cagliaritani Niccolai ebbe anche un'esperienza nel campionato nordamericano organizzato nel 1967 dalla United Soccer Association e riconosciuto dalla FIFA, in cui i sardi giocarono nelle vesti del Chicago Mustangs, ottenendo il terzo posto nella Western Division. Dopo un'ultima stagione in massima serie con il Perugia, Niccolai chiuse la carriera indossando la maglia del Prato, in C, nell'annata 1977-1978. In Serie A collezionò 225 presenze, segnando 4 reti, potendo vantare anche 3 presenze in Nazionale B oltre a quelle della Nazionale A.

#### Nazionale
Giocò anche in nazionale, prendendo parte ai mondiali del 1970. Per lui 3 presenze, una delle quali alla prima partita dei mondiali in Messico, in cui partì da titolare; per un infortunio di gioco venne sostituito dopo 37' del primo tempo da Roberto Rosato. Divenne nota una frase che il suo allenatore a Cagliari, Manlio Scopigno, avrebbe detto su di lui per commentarne la presenza a una Coppa del Mondo: "Mi sarei aspettato di tutto dalla vita, ma non di vedere Niccolai in mondovisione".
Tuttavia, a proposito della celebre affermazione di Scopigno, il giornalista sportivo Giampaolo Murgia testimoniò:
(Giampaolo Murgia)

### Allenatore
Nel biennio 1993-1994 fu allenatore della nazionale italiana femminile.

## Statistiche

### Cronologia presenze e reti in nazionale
| Cronologia completa delle presenze e delle reti in nazionale ― Italia | Cronologia completa delle presenze e delle reti in nazionale ― Italia | Cronologia completa delle presenze e delle reti in nazionale ― Italia | Cronologia completa delle presenze e delle reti in nazionale ― Italia | Cronologia completa delle presenze e delle reti in nazionale ― Italia | Cronologia completa delle presenze e delle reti in nazionale ― Italia | Cronologia completa delle presenze e delle reti in nazionale ― Italia | Cronologia completa delle presenze e delle reti in nazionale ― Italia |
| Data                                                                  | Città                                                                 | In casa                                                               | Risultato                                                             | Ospiti                                                                | Competizione                                                          | Reti                                                                  | Note                                                                  |
| --------------------------------------------------------------------- | --------------------------------------------------------------------- | --------------------------------------------------------------------- | --------------------------------------------------------------------- | --------------------------------------------------------------------- | --------------------------------------------------------------------- | --------------------------------------------------------------------- | --------------------------------------------------------------------- |
| 10-5-1970                                                             | Lisbona                                                               | Portogallo                                                            | 1 – 2                                                                 | Italia                                                                | Amichevole                                                            | -                                                                     | 46’                                                                   |
| 3-6-1970                                                              | Toluca                                                                | Italia                                                                | 1 – 0                                                                 | Svezia                                                                | Mondiali 1970 - 1º turno                                              | -                                                                     | 37’                                                                   |
| 17-10-1970                                                            | Berna                                                                 | Svizzera                                                              | 1 – 1                                                                 | Italia                                                                | Amichevole                                                            | -                                                                     |                                                                       |
| Totale                                                                |                                                                       | Presenze                                                              | 3                                                                     |                                                                       | Reti                                                                  | 0                                                                     |                                                                       |

## Palmarès

### Giocatore

#### Club
- Campionato italiano: 1

Cagliari: 1969-1970